# Hans Lippl
Hans Lippl (* 24. Dezember 1934 in Nürnberg; † 1. Dezember 2010 ebenda) war ein deutscher Motorrad-Geländesportler.

## Leben
Nachdem Lippl 1957 mit einer Maico erste Medaillen bei Geländefahrten gewonnen hatte, stellte ihm der damalige Motorradhersteller Hercules eine Geländemaschine für die neugeschaffene 100-cm³-Klasse in der Deutschen Geländemeisterschaft zur Verfügung, mit der Lippl 1960 Deutscher Meister wurde. Bei den Internationalen Sechstagefahrten in Bad Aussee (1960), Llandrindod Wells (1961) und Garmisch-Partenkirchen (1962) errang er je eine Gold-, Silber- und eine Bronzemedaille, bevor er wieder zu Maico zurückwechselte. 1976 hätte es fast noch einmal zu einer Meisterschaft gereicht, aber beim Endlauf zum erstmals ausgetragenen Senioren-Cup für Fahrer ab 40 Jahren stürzte Lippl und musste sich mit dem zweiten Platz begnügen.
Als 1993 in Deutschland die ersten Geländefahrten für historische Motorräder organisiert wurden, war Lippl von Anfang an dabei. Nachdem er gesundheitsbedingt selbst nicht mehr aktiv war, unterstützte der gelernte Uhrmachermeister die Organisatoren der Geländefahrten mit seinen historischen „Stempeluhren“ bei der Zeitnahme.